# 达马尔岛

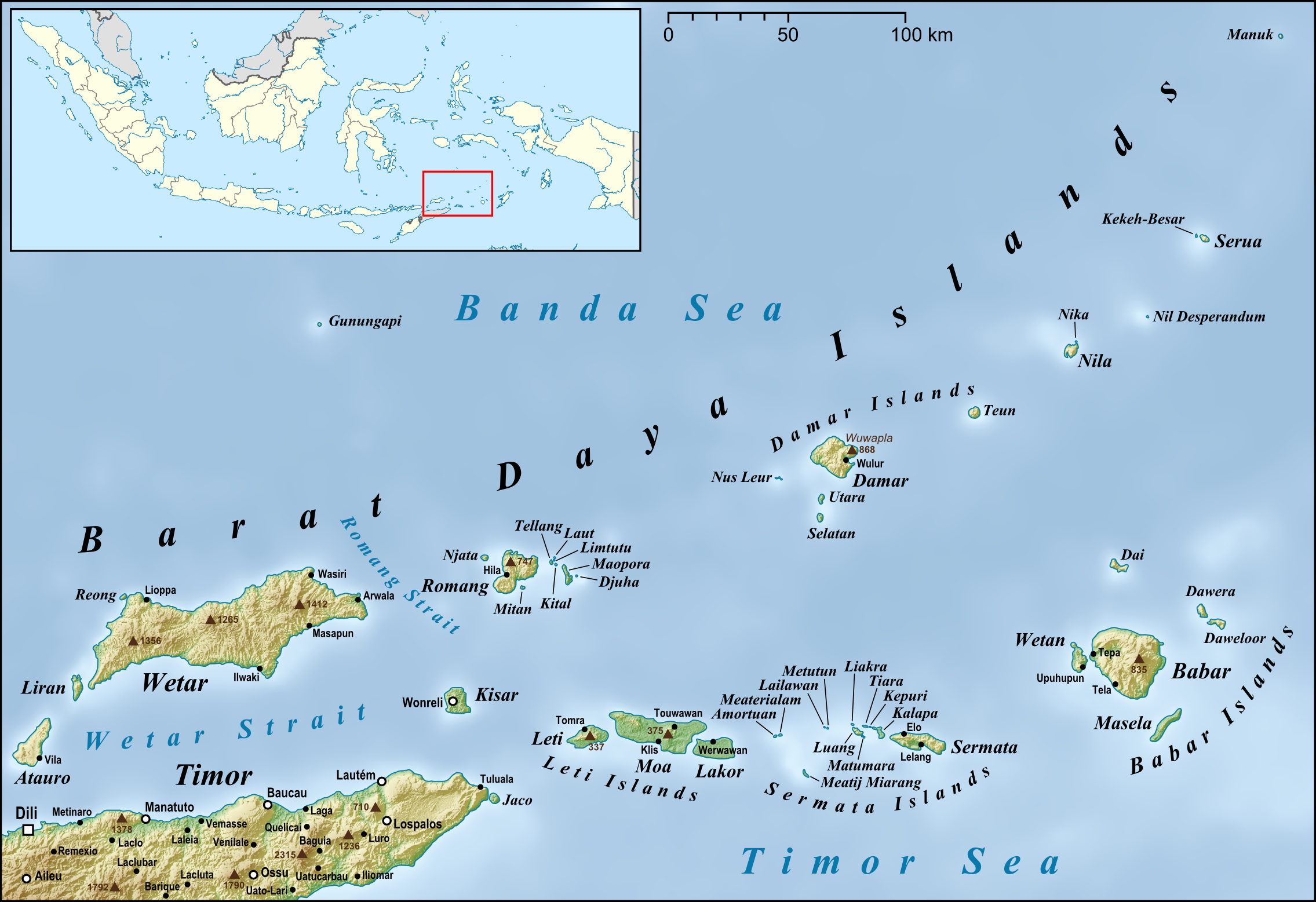
西南群岛的地图

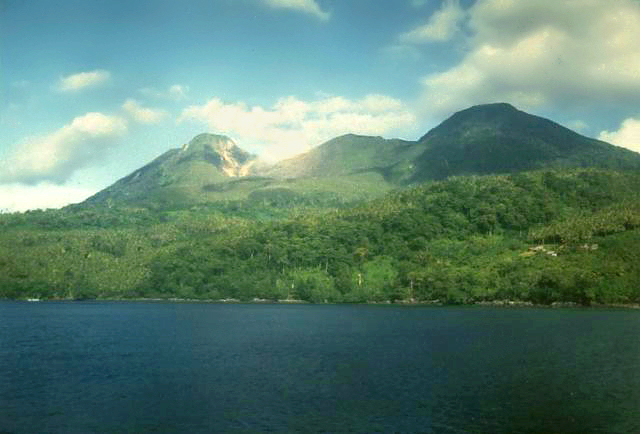
瓦拉利山

达马尔岛（Damer或Damar）是印度尼西亚马鲁古群岛西南群岛的一座小火山岛，位于班达海南边。
达马尔岛大约20 km长18 km宽，位于罗芒岛以东125 km、韦塔岛以东200 km。岛屿的北部被大面积的砍伐用以种植旱地农业作物，例如椰子、腰果、咖啡豆、可可豆、丁香和肉豆蔻，南部一直主要是森林。居民主要在北部和东部，岛民主要是农民和渔夫。岛上的最高点 瓦拉利山海拔868 m（2,847 ft），是座安山岩复式火山。

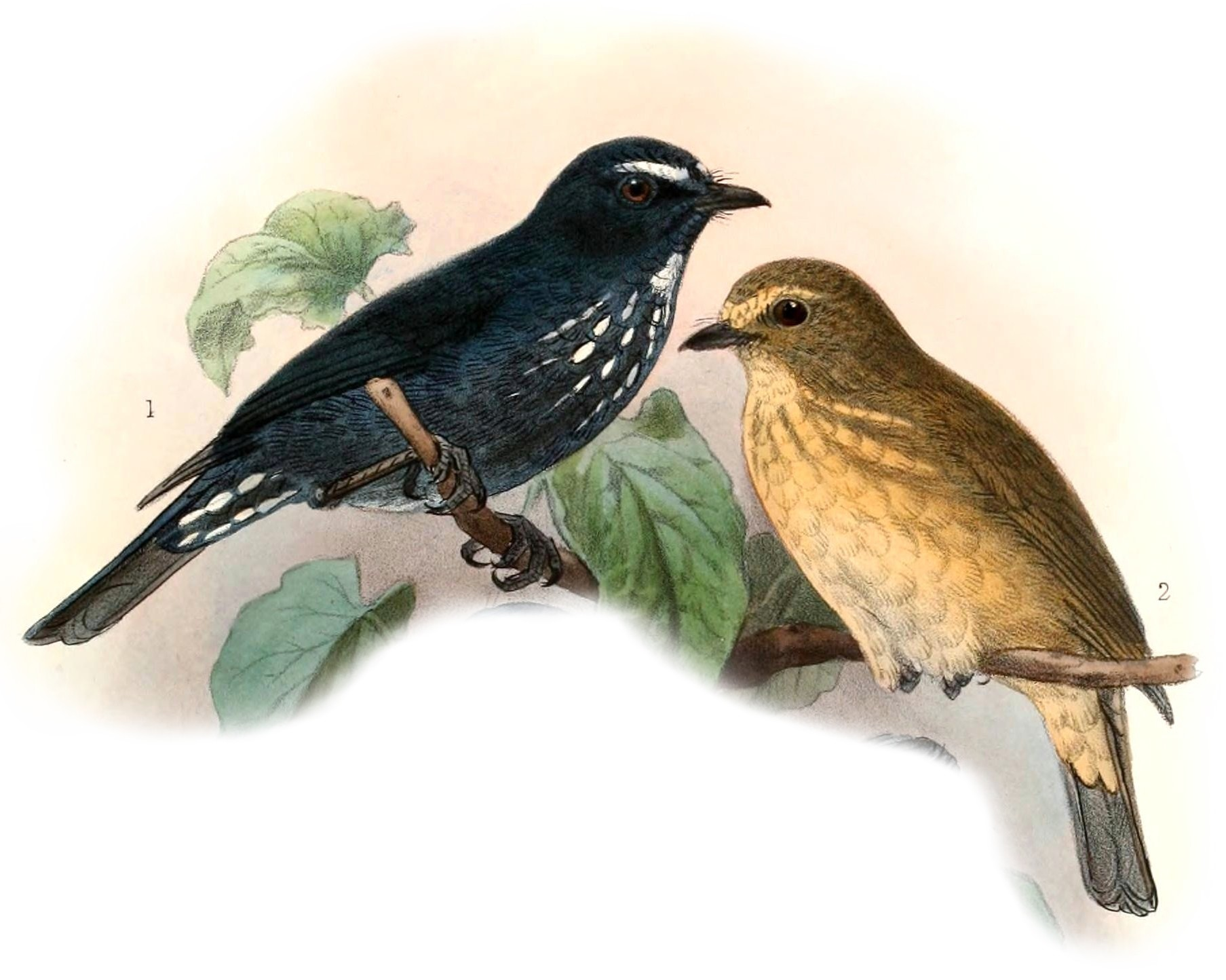
达马尔霸鹟，1901年约翰·杰勒德·柯尔曼斯插画

岛上的部分森林已被国际鸟盟认定为重点鸟区，因为这里的达马尔霸鹟是特有物种。

## 资料来源
1. 1 2  . Important Bird Areas factsheet. BirdLife International. 2014  [2014-03-12]. （原始内容存档于2007-07-10）.
2. ↑  . Global Volcanism Program. Smithsonian Institution.   [2014-03-12]. （原始内容存档于2013-02-21）.